# Corporación Financiera Alba
Corporación Financiera Alba (Alba) er en spansk investeringsvirksomhed, der investerer i spanske virksomheder.

## Investeringer
Aktiver:
| Virksomhed                  | Branche                | Andel  |
| --------------------------- | ---------------------- | ------ |
| Acerinox                    | Stål                   | 19,0 % |
| Indra Sistemas              | IT                     | 10,5 % |
| Ebro Foods                  | Levnedsmiddel          | 12,0 % |
| Bolsas y Mercados Españoles | Børs                   | 12,1 % |
| Viscofan                    | Levnedsmiddel          | 11,9 % |
| Euskaltel                   | Telekommunikation      | 11,0 % |
| Parques Reunidos            | Dyre- og fritidsparker | 20,0 % |
| CIE Automotive              | Bilindustri            | 10,0 % |
| Naturgy                     | Energi                 | 5,2 %  |